# Ålands statistik- och utredningsbyrå
Ålands statistik- och utredningsbyrå, kortare ÅSUB, är ett åländskt oberoende institut vars främsta uppgifter är att verka som Ålands officiella statistikmyndighet och bedriva forskning och utredningsverksamhet.
ÅSUB producerar officiell statistik för beslutsfattande, debatt och forskning inom ett stort antal områden. Inom forskningen och utredningsverksamheten är det samhällsekonomiska området centralt men verksamheten omfattar även många andra relevanta samhällsfrågor.

## Verksamhet
ÅSUB producerar officiell statistik för beslutsfattande, debatt och forskning inom ett stort antal områden. Det innebär att ÅSUB utvecklar, framställer och sprider statistik samt samordnar statistikproduktionen på Åland och lämnar statistik till internationella organisationer. Statistiken har som krav att vara oberoende, relevant, jämförbar, av god kvalitet och baserad på vetenskapliga grunder samt respekterar uppgiftslämnarnas rättigheter och sekretess. Lättillgänglig statistik är en viktig byggsten i varje demokrati. ÅSUB åtar sig också olika typer av statistiska bearbetningar, analyser och prognoser på uppdrag av beställare. ÅSUB medverkar i nordiskt och internationellt statistiskt samarbete.

## Organisation och regler
ÅSUB leds av en direktion som består av sakkunniga samt representanter för användare och uppgiftslämnare. Direktionen består av 7 medlemmar.
Följande lagar och regler berör ÅSUB som myndighet och officiell statistikproducent:
- Lagen om Ålands statistik- och utredningsbyrå
- Statistiklag för landskapet Åland
- EU:s statistikförordning
- EU:s allmänna dataskyddsförordning (GDPR)
- Riktlinjer för europeisk statistik
- FN:s grundläggande principer för statistik